# Århus Amt

Wappen Amt Århus

Das in Ostjütland gelegene Århus Amt war eine dänische Amtskommune mit 661.000 Einwohnern. Das Gebiet gehört heute zur Region Midtjylland.
Entwicklung der Bevölkerung (1. Januar):
- 1980 – 573.916
- 1985 – 582.229
- 1990 – 597.143
- 1995 – 619.232
- 1999 – 634.435
- 2000 – 637.122
- 2003 – 649.177
- 2005 – 657.671
- 2006 – 661.370

## Kommunen
(Einwohner 1. Januar 2006)
- Aarhus (295.513)
- Ebeltoft Kommune (15.006)
- Galten Kommune (11.171)
- Gjern Kommune (8295)
- Grenaa Kommune (18.673)
- Hadsten Kommune (11.969)
- Hammel Kommune (10.952)
- Hinnerup Kommune (12.233)
- Hørning Kommune (8753)
- Langå Kommune (8429)
- Mariager Kommune (8237)
- Midtdjurs Kommune (7806)
- Nørhald Kommune (8706)
- Nørre Djurs Kommune (7665)
- Odder Kommune (21.332)
- Purhus Kommune (8655)
- Randers Kommune (62.524)
- Rønde Kommune (7135)
- Rosenholm Kommune (10.483)
- Rougsø Kommune (8097)
- Ry Kommune (11.451)
- Samsø (4124)
- Silkeborg Kommune (55.906)
- Skanderborg Kommune (22.420)
- Sønderhald Kommune (8685)
- Them Kommune (7150)